# Nado sincronizado no Campeonato Europeu de Esportes Aquáticos de 2016 - Rotina livre dueto
A prova da rotina livre dueto do nado sincronizado no Campeonato Europeu de Esportes Aquáticos de 2016 ocorreu nos dias 10 e 11 de maio em Londres, no Reino Unido. 

## Calendário
| Fase       | Data       | Hora  |
| ---------- | ---------- | ----- |
| Preliminar | 10 de maio | 09:00 |
| Final      | 11 de maio | 16:30 |

Todos os horários estão no horário local (UTC+0)

## Medalhistas
| Ouro                                            | Prata                                       | Bronze                                  |
| Rússia · Natalia Ishchenko · Svetlana Romashina | Ucrânia · Lolita Ananasova · Anna Voloshyna | Itália · Linda Cerruti · Costanza Ferro |

## Resultados
Esses foram os resultados da competição.
| Pos.              | Nadadoras                               | Nacionalidade | Preliminar | Preliminar | Final   | Final |
| Pos.              | Nadadoras                               | Nacionalidade | Pontos     | Pos.       | Pontos  | Pos.  |
| ----------------- | --------------------------------------- | ------------- | ---------- | ---------- | ------- | ----- |
| Medalha de ouro   | Natalia Ishchenko Svetlana Romashina    | Rússia        | 96.4667    | 1          | 96.9000 | 1     |
| Medalha de prata  | Lolita Ananasova Anna Voloshyna         | Ucrânia       | 92.2000    | 2          | 93.3333 | 2     |
| Medalha de bronze | Linda Cerruti Costanza Ferro            | Itália        | 90.5333    | 3          | 91.2667 | 3     |
| 4                 | Laura Augé Margaux Chrétien             | França        | 85.6667    | 4          | 86.2000 | 4     |
| 5                 | Eirini Alexandri Anna Alexandri         | Áustria       | 85.4333    | 5          | 85.9000 | 5     |
| 6                 | Sascia Kraus Sophie Giger               | Suíça         | 83.0333    | 6          | 84.2667 | 6     |
| 7                 | Soňa Bernardová Alžběta Dufková         | Chéquia       | 81.9667    | 7          | 82.1333 | 7     |
| 8                 | Olivia Allison Katie Clark              | Reino Unido   | 79.7333    | 9          | 81.4333 | 8     |
| 9                 | Anastasia Gloushkov Ievgeniia Tetelbaum | Israel        | 80.6667    | 8          | 80.8667 | 9     |
| 10                | Defne Bakırcı Mısra Gündeş              | Turquia       | 76.5333    | 10         | 77.2333 | 10    |
| 11                | Mia Šestan Rebecca Domika               | Croácia       | 73.8667    | 12         | 75.8000 | 11    |
| 12                | Wiebke Jeske Inken Jeske                | Alemanha      | 74.8667    | 11         | 74.9333 | 12    |
| 13                | Hristina Damyanova Zlatina Dimitrova    | Bulgária      | 71.8667    | 13         |         |       |
| 14                | Nevena Dimitrijević Jana Pudar          | Sérvia        | 70.0667    | 14         |         |       |
| 15                | Cheila Vieira Maria Gonçalves           | Portugal      | 69.0667    | 15         |         |       |